# Хейнясенмаа (архипелаг)
Хе́йнясенма́а (фин. Heinäsenmaa — «сенная земля») — группа небольших островов в Ладожском озере, часть Западного архипелага. Территориально относится к Лахденпохскому району Карелии.
Группа состоит из двух больших островов (Хейнясенмаа и Кугрисаари) и семи мелких. У юго-востока, чуть подальше, расположен остров Мунатсулуото, который также относится к группе. Весь Кугрисари и небольшой участок на Хейнясенмаа покрыты лесами. Наивысшая точка — 28 м, на севере острова Хейнясенмаа.

## История
Через острова проходил торговый путь из Новгорода в Карелию и дальше. На острове Сенной (ныне Хейнясенмаа) возник Троицкий Сенной монастырь. Согласно одной сохранившейся рукописи XVI века, его строительство началось в 1470-е годы. В начале XVII века монахи оставили монастырь перед новой угрозой шведского вторжения, и с тех пор монастырь уже не возродился.
В 1918 году острова отошли Финляндии. На острове Хейнясенмаа, на самой высокой точке архипелага, была построена артиллерийская батарея из двух оружейных двориков и бетонная наблюдательная башня.
Во время Финской и Великой Отечественной войн боевых действий на островах не велось. После войны острова были объявлены закрытой зоной, и на них с конца 1940-х в обстановке строжайшей секретности начали проводить испытания оружия массового поражения с применением боевых радиоактивных веществ (так называемое «Направление 15»). К обычной взрывчатке добавлялись ёмкости с радиоактивными аэрозолями, которые распылялись при взрыве.
Радиоактивное облако оседало на острова, на ладожскую воду, отравляло всё живое, хотя острова расположены всего в 10 км от ближайшего берега и примерно в 30 км от острова Валаам и города Приозерска.
Испытания шли вплоть до 1955 года, когда оружие было признано неперспективным, так как опыты с животными показали, что солдаты противника быстро из строя не выйдут. Позднее военные испытывали на островах уже обычное оружие. В 1959 году, на мелководье между островами Хейнясенмаа и Макаринсари, был притоплен немецкий эсминец «Кит», в трюме которого находилось значительное количество радиоактивных отходов. В 1960-е годы военные ушли с островов, оставив всё как есть.
В последующие годы отравленные радиацией острова были пустынны, сюда время от времени приезжали рыбаки, ловили здесь рыбу, собирали грибы и ягоды.
В начале 1990-х годов, когда сведения о радиации просочились в прессу, полузатопленный эсминец «Кит», почти окончательно проржавевший, был отбуксирован по Беломорско-Балтийскому каналу и затоплен вблизи Новой Земли. На островах произвели зачистку радиоактивного грунта. Его захоранивали тут же в могильниках, зачастую даже не заливая бетоном. Сами могильники обнесли колючей проволокой, поставили знаки опасности «Радиация», запретили подход гражданских судов к островам. Часть островов Кугрисаари и Хейнясенмаа, а также весь Макаринсаари были огорожены колючей проволокой с такими знаками.
Летом 2012 года исследователи из института «Прикладная экология» выявили три места на островах Хейнясенмаа, где радиационный фон превышает нормы. Это остров Кунгрисари (впрочем, на этом острове превышение нормы незначительное), острова Макаринсари и Безымянный № 1 дали более серьёзные показатели: 250 и 650 микрорентген/час соответственно.
Руководитель сектора радиационной безопасности Института «Прикладная экология» Андрей Ткаченко отметил: «Радиационная обстановка на островах с 1991 года стабильная и не имеет тенденций к ухудшению. Гипотетическую опасность представляет длительное нахождение на острове Безымянный № 1, а также употребление в пищу местных грибов и ягод. Существенного влияния на среду озера радиация не оказывает, более того, есть тенденция к улучшению. Тем не менее необходимо внимательно исследовать донные отложения и грунт под водой».